# Dinka Jeričević
Dinka Jeričević (Vukovar, 26. rujna 1947.) je višestruko nagrađivana hrvatska scenografkinja.

## Poznate scenografije
- Čarobna frula – lutkarska adaptacija
- film Sjećanje na Georgiju
- film Đavolji raj – ono ljeto bijelih ruža
- film S.P.U.K. (sreća pojedinca – uspjeh kolektiva) (1983)
- film Nemir
- film Bravo maestro
- film Kužiš stari moj

## Nagrade
- 1986.: Zlatna arena za scenografiju za film Za sreću je potrebno troje
- 1995./1996.: Nagrada hrvatskog glumišta za najbolju kazališnu scenografiju
- 2000./2001.: Nagrada hrvatskog glumišta za najbolju kazališnu scenografiju
- 2009./2010.: Nagrada hrvatskog glumišta za najbolju kazališnu scenografiju
- 2010.: za najbolju scenografiju na Festivalu hrvatske drame za djecu, za scenografiju predstave Ovdje piše naslov drame o Anti Ivora Martinića u režiji Ivice Šimića, GKM Split